# Сал (остров)
Сал (порт. Sal, «соль») — самый «плоский» из всех островов Кабо-Верде. Население — 25 657 человек.

## География, климат
Площадь острова — 216 км², протяжённость с севера на юг — 30 км, с востока на запад — 12 км. Высочайшая точка острова — гора Монте-Гранде (406 м над уровнем моря).
В среднем на острове 350 дней в году — солнечные. Хотя облака довольно часто закрывают небо, это случается ненадолго, и они рассеиваются. Преобладающее направление ветра — северо-восточное. «Сезоном дождей» считается период с августа до середины октября, хотя и в это время выпадение осадков — редкость.

## История
Геологически Сал является самым древним островом архипелага; он сформировался около 50 млн лет назад в ходе извержения вулкана, сейчас неактивного.
Остров был открыт 3 декабря 1460 г. португальскими мореплавателями Диогу Гомешем и Антонио да Ноли (англ. António de Noli) и первоначально назван Льяна (порт. Llana). Считается, однако, что ещё задолго до того о его существовании знали мавры, которые добывали там соль. В течение нескольких столетий остров использовался лишь для выпаса скота (преимущественно коз), поскольку недостаток влаги препятствовал его заселению.
В 1833 г. на острове начали разрабатываться вновь обнаруженные месторождения поваренной соли, находящиеся в живописном кратере потухшего вулкана около посёлка Педра-де-Люме. Этому факту остров обязан как своим современным названием, так и активным заселением. Соль экспортировалась в Бразилию и страны Африки.

## Населённые пункты
- Регуиньу-Фиура
- Педра-де-Люме
- Эшпаргуш
- Палмэйра
- Фонтуна
- Мурдейра
- Санта-Мария

## Административное деление
| Остров | Муниципалитет | Община                  |
| ------ | ------------- | ----------------------- |
| Сал    | Сал           | Носса-Сеньора-дас-Дорис |

## Экономика
Важные города: Эшпаргуш, расположенный около аэропорта и обслуживающий его, и Санта-Мария, крупный по местным масштабам курортный туристический центр.
Хорошо организован основной порт острова, расположенный в заливе около рыбацкой деревни Палмэйра.
Остров Сал обладает наиболее развитой туристической инфраструктурой из всех островов архипелага, и более половины туристов, посещающих Кабо-Верде, останавливаются именно здесь. Привлекательными являются условия для дайвинга, серфинга, виндсерфинга и кайтсерфинга. В ноябре 2010 г. здесь проходил чемпионат мира по виндсерфингу.
На острове расположен международный аэропорт компании TACV, из которого осуществляются рейсы в такие города Европы, как Лиссабон, Париж, Барселона, Амстердам, Франкфурт, Дюссельдорф, Рим, Милан, Лондон, Манчестер и др.

## Интересные факты
Остров Сал был упомянут в российских и международных СМИ летом 2009 г. в связи с похищением судна «Arctic Sea». Судно было обнаружено в территориальных водах Кабо Верде, в связи с чем на остров прибыл и встал на рейд сторожевой корабль «Ладный».
В 80-е и 90-е годы Международный аэропорт острова Сал (SID) использовался гражданской авиацией СССР и позже России в качестве пункта промежуточных посадок и смены экипажей воздушных судов Центрального управления международных воздушных сообщений (ЦУМВС) и затем ОАО «Аэрофлот–Российские международные авиалинии», выполнявших регулярные рейсы из Москвы в пункты Южной Америки – Буэнос-Айрес (Аргентина), Монтевидео (Уругвай), Рио-де-Жанейро и Сан-Пауло (Бразилия). Рейсы выполнялись на самолётах Ил-62М и Ил-86, а в 90-е годы – на Ил-96-300. Для проживания экипажей, находившихся на эстафетах, Центральное управление международных воздушных сообщений (ЦУМВС) и позже ОАО «Аэрофлот–Российские международные авиалинии» имело на острове Сал собственную гостиницу.